# Nomenclatura astronomica
Nei tempi antichi, soltanto il Sole e la Luna, poche centinaia di stelle e i pianeti più facilmente visibili avevano un nome. Nel corso degli ultimi secoli, il numero di oggetti astronomici identificati è salito da qualche centinaia a oltre un miliardo, e altri ancora ne vengono scoperti ogni anno. Al fine di identificare senza ambiguità tutti questi oggetti, e allo stesso tempo di dare un nome a quelli più interessanti e, se è il caso, alle loro caratteristiche, gli astronomi hanno la necessità di designare gli oggetti in modo sistematico.
L'Unione Astronomica Internazionale (IAU) è l'organo ufficialmente riconosciuto dagli astronomi e da altri scienziati di tutto il mondo come l'autorità competente alla denominazione dei corpi celesti. In risposta alla necessità di avere nomi univoci per gli oggetti astronomici, la IAU ha creato alcuni sistemi di denominazione per oggetti di vario genere.

## Nomi delle stelle
Secondo la IAU, a parte un limitato numero di stelle luminose con nomi storici, le stelle non hanno nomi propri. Dove esistono i nomi storici, questi, con poche eccezioni, sono stati presi dalla lingua araba, in quanto gli arabi sono stati i pionieri della moderna astronomia. Come esempi, si veda l'elenco dei nomi tradizionali arabi di stelle.
Nel cielo non ci sono più di qualche migliaio di stelle che appaiono abbastanza luminose da essere visibili ad occhio nudo. Il numero di stelle con nomi propri riconosciuti è stimato in 300-350. Il numero di nomi propri di stelle è maggiore del numero di stelle con i nomi propri, in quanto differenti civiltà le hanno denominate in maniera diversa. Per esempio, la stella nota come Stella polare in vari tempi e luoghi è stata conosciuta anche come Alruccabah, Angel Stern, Cynosura, Mismar, Navigatoria, Fenicia, stella di Arcadia, Tramontana e Yilduz.
Con l'avvento di telescopi sempre più potenti, un maggior numero di stelle è diventato visibile, troppo elevato per poter dare un nome a tutte. È stato invece loro assegnato una designazione da vari cataloghi stellari. I cataloghi più vecchi assegnavano un numero arbitrario ad ogni oggetto, oppure utilizzavano un semplice schema di denominazione combinando il nome della costellazione con una lettera greca. Differenti cataloghi hanno fatto sì che alcune stelle hanno avuto più di una designazione. Per esempio, la stella con il nome arabo di Rigel Kentaurus ha anche la designazione Bayer di Alfa Centauri.
Via via che il potere risolutivo dei telescopi aumentava, numerosi oggetti, che si pensava fossero oggetti singoli, in quanto troppo ravvicinati nel cielo per essere discriminati ad occhio nudo, sono risultati essere sistemi stellari multipli. Questo ed altri problemi rendono indispensabile la massima cura nell'uso delle denominazioni. Per esempio, Rigel Kentaurus contiene tre stelle in un sistema stellare triplo, chiamate Rigel Kentaurus A, B e C rispettivamente.
I cataloghi più moderni sono generati dai computer, utilizzando telescopi ad alta risoluzione, in grado quindi di descrivere un gran numero di oggetti. Ad esempio, il  Guide Star Catalog II dispone di voci su oltre 998 milioni di oggetti astronomici distinti. Gli oggetti di questi cataloghi vengono localizzati usando una risoluzione molto alta, e le denominazioni vengono loro assegnate in base alla loro posizione nel cielo. Un esempio di tale designazione è SDSSp J153259.96-003.944,1, dove la sigla SDSSp indica che la designazione proviene dallo "Sloan Digital Sky Survey - oggetti preliminari", e gli altri caratteri indicano le coordinate celesti.

### Gestione delle sigle dei cataloghi stellari
La IAU è il gestore finale del namespace delle designazioni astronomiche nei cataloghi di oggetti astronomici. Lo scopo di questo è di garantire che i nomi assegnati da questi cataloghi siano privi di ambiguità. Oltre a diversi cataloghi stellari storici, ne vengono creati di nuovi, dopo ulteriori esplorazioni del cielo. Tutte le denominazioni di oggetti in cataloghi recenti iniziano con una sigla univoca. Differenti cataloghi hanno poi differenti convenzioni di denominazione per la parte che viene dopo la sigla, anche se, per quanto riguarda il formato dati utilizzato, i cataloghi moderni tendono a seguire uno schema.

## Nomi e confini delle costellazioni
Nell'antichità gli astronomi, sulla base di figure immaginate, suddivisero il cielo in costellazioni. In un primo momento, solo le forme delle figure vennero definite, mentre i nomi e i numeri delle costellazioni variavano da una mappa stellare all'altra. Nonostante non siano scientificamente significative, esse forniscono utili punti di riferimento nel cielo. Nel 1930, i confini di queste costellazioni vennero fissati da Eugène Joseph Delporte e adottati dalla IAU, così che ora ogni punto sulla sfera celeste appartiene ad una costellazione.

## Nomi delle supernove
Le scoperte di supernove vengono segnalate al Central Bureau for Astronomical Telegrams della IAU che distribuisce una circolare con il nome loro assegnato. Il nome è formato dall'anno della scoperta seguita da una o due lettere. Le prime 26 supernovae dell'anno ricevono una lettera maiuscola dalla A alla Z. In seguito vengono utilizzate coppie di lettere minuscole, partendo da aa, ab e così via. Quattro supernovae storiche sono conosciuti semplicemente con l'anno della scoperta (SN 1006, 1054, 1572 (nova di Tycho) e 1604 (stella di Keplero)); a partire dal 1885, vengono utilizzate le lettere, anche se quell'anno veniva individuata solo una supernova (ad esempio 1885A, 1907A, ecc), ciò accadde l'ultima volta con 1947A.
L'abbreviazione standard "SN" è un prefisso opzionale.
Con il miglioramento degli strumenti e l'aumento del numero di astronomi ricercatori (sia professionali che amatoriali), sempre più supernove vengono osservate ogni anno, attualmente almeno 500 all'anno. Per esempio, l'ultima supernova del 2007 è stata 2007va, il che vuol dire che è stata la 572ª supernova scoperta nel 2007.

## Nomi delle galassie
Come le stelle, la maggior parte delle galassie non hanno nomi. Ci sono alcune eccezioni come il Galassia di Andromeda, la Whirlpool Galaxy, e altri, ma più semplicemente un numero di catalogo.
Nel XIX secolo, l'esatta natura delle galassie non era ancora compresa. I primi cataloghi semplicemente raggruppavano assieme ammassi aperti, ammassi globulari, nebulose, e galassie: il catalogo Messier ne dispone di 110 in totale. La Galassia di Andromeda è oggetto di Messier 31, o M31, la galassia Vortice è M51. Il Nuovo Catalogo Generale (NGC, J.L.E. Dreyer 1888) era molto più grande e conteneva quasi 8.000 oggetti, sempre mischiando galassie con nebulose e ammassi stellari.

## Pianeti e satelliti naturali
I pianeti più luminosi nel cielo sono stati denominati nei tempi antichi. I nomi scientifici sono stati presi dal nome dato dai Romani: Mercurio, Venere, Marte, Giove, Saturno e il nostro pianeta, la Terra, che tuttavia solo recentemente, relativamente alla storia dell'uomo, è stata pensata come un pianeta.
Almeno altri due corpi sono stati scoperti, e considerati pianeti, successivamente:
- Urano, scoperto da William Herschel nel 1781
- Nettuno, scoperto da Johann Gottfried Galle nel 1846 (sulla base di previsioni di Urbain Le Verrier e John Couch Adams)

I pianeti hanno ricevuto il nome dalla mitologia greca o romana, per farlo corrispondere all'antico nome del pianeta; ciò non senza qualche controversia. Per esempio, Sir William Herschel scoprì Urano nel 1781, e in un primo momento lo chiamò Georgium Sidus (Stella Giorgio) in onore di re Giorgio III del Regno Unito. Gli astronomi francesi cominciarono a chiamarlo Herschel, quindi il tedesco Johann Bode propose il nome di Urano, il dio greco e romano. Il nome "Urano" è entrato nell'uso comune intorno al 1850.
A partire dal 1801, tra Marte e Giove sono stati scoperti gli asteroidi. I primi (Cerere, Pallade, Giunone, Vesta) furono inizialmente considerati pianeti minori, andando ad ingrossare così le file dei pianeti. Man mano che se ne scoprirono di nuovi, essi furono presto privati del loro status di pianeti. D'altra parte Plutone, al momento della sua scoperta nel 1930, venne considerato un pianeta, poiché si trovava molto al di là del più lontano asteroide allora conosciuto.
Ad alcuni ipotetici corpi sono stati dati i seguenti nomi:
- Vulcano, per un pianeta all'interno dell'orbita di Mercurio;
- Fetonte, per un pianeta tra Marte e Giove, precursore degli asteroidi;
- Themis, per una luna di Saturno;
- Persefone (e molti altri nomi), per un pianeta transplutoniano.

Questi nomi, derivati dalla mitologia classica, vengono considerati normali solo nel mondo occidentale. In società che per i pianeti hanno altri nomi tradizionali, gli astronomi potrebbero usare quei nomi in discorsi di tipo scientifico. La IAU non disapprova gli astronomi che, parlando di Giove in arabo, usando il termine المشتري Al-Mushtarīy o altri che, parlando in cinese mandarino, discutono di Nettuno riferendosi al pianeta come 海王星 Hǎiwángxīng.
Circa sessanta anni dopo la scoperta di Plutone, un gran numero di grandi oggetti transnettuniani vennero scoperti. In base ai criteri di classificazione di questi oggetti, detti della fascia di Kuiper (KBO), viene il dubbio che Plutone, se fosse stato scoperto negli anni novanta, non sarebbe stato definito un pianeta. La sua massa è ormai nota per essere molto più piccola di quanto si pensava e, con la scoperta di Eris, risulta essere semplicemente il secondo più grande oggetto transnettuniano finora conosciuto. Nel 2006, Plutone è stato riclassificato in una diversa classe di corpi celesti conosciuti come pianeti nani.

### Pianeti extrasolari
Nella denominazione dei pianeti extrasolari solitamente si utilizza una lettera minuscola (cominciando dalla "b") per estendere la designazione della stella. In ciascun sistema, i pianeti sono ordinati per ordine di scoperta (la "b" indica il primo oggetto scoperto; la "c" il secondo oggetto scoperto; ecc.) e non per ordine di distanza dal proprio sole. Quando però più pianeti di uno stesso sistema sono scoperti contemporaneamente, allora la sequenza alfabetica segue anche l'ordine orbitale.
La scoperta di un sistema planetario può condurre anche all'assegnazione di una nuova denominazione alla stella dal nome dello strumento utilizzato, con un numero che tiene conto dell'ordine di scoperta.
Per esempio, 16 Cygni Bb è il primo pianeta extrasolare scoperto attorno alla stella 16 Cygni B, essa stessa un membro del sistema stellare triplo 16 Cygni. CoRoT-7 b è il pianeta più interno tra i due scoperti insieme, grazie al telescopio orbitante COROT, attorno alla stella CoRoT-7.
Occasionalmente si vedono nomi di pianeti con l'aggiunta di numeri romani al nome della stella (ad esempio Sol I, Sol II, Sol III), ma non sono molto usati al di fuori della fantascienza e dei giochi di ruolo.

### Satelliti naturali dei pianeti
La luna della Terra è nota semplicemente come la Luna. I satelliti naturali degli altri pianeti sono generalmente chiamati con il nome di figure mitologiche. I satelliti di Urano prendono il nome da personaggi di opere di William Shakespeare o di Alexander Pope.
Quando i satelliti vengono scoperti, sono loro assegnate designazioni provvisorie come "S/2010 J 2" (il satellite di Giove, secondo le nuove scoperte nel 2010) o "S/2003 S 1" (il primo nuovo satellite di Saturno scoperto nel 2003). L'iniziale "S/" sta per "satellite", e si distingue da prefissi quali "D/", "C/", e "P/", utilizzato per le comete. La designazione "R/" è utilizzata per gli anelli planetari. Queste designazioni sono talvolta scritte come "S/2003 S1", eliminando il secondo spazio. La lettera che segue la categoria e l'anno identifica il pianeta (Giove, Saturno, Urano, Nettuno, anche se non avviene per gli altri pianeti, Marte e Mercurio sono differenziati con l'uso di Hermes per il secondo). Plutone era stato designato da P prima della sua riclassificazione come pianeta nano. Quando l'oggetto si trova attorno ad un asteroide, l'identificatore utilizzato è il numero di quest'ultimo tra parentesi. Così, Dactyl, la luna di 243 Ida, era inizialmente designato "S/1993 (243) 1". Una volta confermato e denominato, è diventato (243) Ida I Dactyl. Analogamente, il quarto satellite di Plutone, scoperto dopo che Plutone è stato classificato come pianeta nano e ricevuto un numero di asteroide, è designato S/2011 (134340) 1 piuttosto che S/2011 P 1, anche se il team di New Horizon, che è in disaccordo con la classificazione di pianeta nano, utilizza la seconda.
- H = Mercurio (Hermes)
- V = Venere
- E = Terra
- M = Marte
- J = Giove
- S = Saturno
- U = Urano
- N = Nettuno

Nota : L'assegnazione di "H" per Mercurio è specificata da  USGS Gazetteer of Planetary Nomenclature.; dal momento che di solito USGS segue strettamente le linee guida IAU, questa è molto probabile che sia la convenzione IAU, ma una conferma è necessaria.
Dopo alcuni mesi o anni, quando l'esistenza di un satellite recentemente scoperto è stata confermata e la sua orbita calcolata, viene scelto un nome permanente, che sostituisce la designazione provvisoria "S/". Tuttavia, in passato, alcuni satelliti sono rimasti senza nome per periodi sorprendentemente lunghi dopo la loro scoperta. Vedi “Denominazione delle lune” per una storia di come alcuni dei principali satelliti hanno ricevuto il loro attuale nome.
Il sistema di numerazione romano partì con la prima scoperta di satelliti naturali diversi dalla nostra Luna: Galileo riferì delle lune galileiane come da I a IV (contando da Giove verso l'esterno), in parte per far dispetto al suo rivale Simon Marius, che aveva proposto i nomi ora adottati, dopo che la sua proposta di nominare i corpi come i membri della famiglia Medici fallì. Analoghi sistemi di numerazione nacquero con la scoperta delle lune di Saturno e Marte. Sebbene i numeri designassero inizialmente le lune in sequenza orbitale, presto con le nuove scoperte non si riuscì più a seguire questo schema (per esempio "Giove V" è Amaltea, che orbita più vicino a Giove di quanto non faccia Io). La convenzione non dichiarata fu poi, alla fine del XIX secolo, che i numeri dovessero rispecchiare più o meno l'ordine della scoperta, eccezion fatta per le prime scoperte storiche (vedi la Cronologia della scoperta di pianeti e satelliti del Sistema solare).

### Caratteristiche geologiche e geografiche su pianeti e satelliti
Oltre alla denominazione pianeti e dei satelliti stessi, anche le caratteristiche individuali geologiche e geografiche (crateri, montagne, vulcani e così via) su quei pianeti e satelliti hanno necessità di essere denominate.
In tempi lontani, solo un numero molto limitato di caratteristiche potevano essere viste su altri corpi del sistema solare diversi dal Luna. I crateri sulla Luna potevano essere osservati anche con alcuni dei primi telescopi e con quelli del XIX secolo si riusciva a distinguere qualche caratteristica su Marte. Giove aveva la sua celebre Grande Macchia Rossa, visibile anche attraverso i primi telescopi.
Nel 1919, quando è stata istituita, la IAU ha nominato una commissione per normalizzare le caotiche nomenclature lunare e marziana dell'epoca. Gran parte del lavoro è stato fatto da Mary Adela Blagg, e la relazione “Nomi delle formazioni lunari” di Blagg e Muller (1935) è stato il primo elenco sistematico di nomenclatura lunare. Più tardi, "Il sistema di crateri lunari, quadranti I, II, III, IV" è stato pubblicato sotto la direzione di Gerard Peter Kuiper. Queste opere furono adottate dalla IAU e divennero le fonti accreditate per la nomenclatura lunare.
La nomenclatura marziana venne precisata nel 1958, quando una commissione della IAU raccomandò l'adozione dei nomi di 128 strutture di albedo (chiaro, scuro o colorato) osservate attraverso i telescopi terrestri (IAU, 1960). Questi nomi erano basati su un sistema di nomenclatura sviluppato nel tardo XIX secolo da parte dell'astronomo italiano Giovanni Schiaparelli (1879) e ampliato nel XX secolo da Eugène Michel Antoniadi(1929), un astronomo greco di nascita che lavorava a Meudon, in Francia.
Tuttavia, l'era delle sonde spaziali ha portato immagini ad alta risoluzione di vari corpi del sistema solare, e si è reso necessario l'uso di denominazioni standard per le caratteristiche osservate su di essi.

## Asteroidi
Inizialmente, i nomi dati agli asteroidi seguivano lo stesso schema come per gli altri pianeti: nomi da miti greci o romani, con una preferenza per i nomi femminili. Con la scoperta nel 1898 del primo corpo la cui orbita attraversava quella di Marte, si è ritenuta opportuna una diversa scelta, ed è stato scelto “433 Eros“. Questo diede il via a un modello di nomi femminili per i corpi della fascia principale e di nomi maschili per quelli con orbite insolite.
Nel corso degli anni aumentando sempre più il numero delle scoperte, questo sistema è stato alla fine ritenuto inadeguato e ne è stato ideato uno nuovo. Attualmente, la responsabilità principale per la designazione e la denominazione dei pianetini spetta al Comitato per la nomenclatura dei Corpi Piccoli (CSBN). Ai pianetini, quando vengono osservati, vengono inizialmente assegnate designazioni provvisorie, nella forma "2001 KX76" (la prima parte è un anno, la seconda parte definisce un ordine sequenziale di scoperta all'interno di quello stesso anno, vedi denominazione provvisoria per i dettagli). Se, per lo stesso asteroide, si ottengono sufficienti avvistamenti per calcolare un'orbita, all'oggetto viene assegnato un numero progressivo - la sua 'designazione' - e può quindi essere indicato come, per esempio, (28978) 2001 KX76.
Dopo che la designazione è assegnata, allo scopritore viene data la possibilità di proporre un nome che, se accettato dalla IAU, sostituisce la denominazione provvisoria. Così per esempio, a (28978) 2001 KX76 fu dato il nome di Issione e ora è conosciuto come (28978) Issione, che spesso è ridotta a 28978 Issione. Il nome diventa ufficiale dopo la sua pubblicazione nella “Circolare sui Pianeti Minori” con una citazione che ne spiega il significato. Ciò può avvenire pochi anni dopo l'avvistamento iniziale, o nel caso di asteroide "perso", potrebbero essere necessari diversi decenni prima di essere avvistato di nuovo e di ricevere alla fine una denominazione. Se un asteroide rimane senza nome dieci anni dopo che gli è stata data una designazione, allora il diritto a dare il nome è dato anche agli identificatori delle varie apparizioni dell'oggetto, agli esploratori di altre apparizioni diversa da quella ufficiale, a coloro le cui osservazioni abbiano ampiamente contribuito alla determinazione dell'orbita, o ai rappresentanti dell'osservatorio dove è stata fatta la scoperta ufficiale.
Negli ultimi anni gli sforzi di ricerca automatizzata, ad esempio LINEAR o LONEOS, hanno portato a scoprire così tanti asteroidi che il Centro per la Nomenclatura dei Piccoli Corpi ha ufficialmente limitato le denominazioni a un massimo di due nomi per scopritore ogni due mesi. Così, alla stragrande maggioranza degli asteroidi scoperti di recente non viene assegnato un nome formale.
Secondo le regole IAU, i nomi devono essere pronunciabili, preferibilmente di una sola parola, come Annefrank (5535 Annefrank), anche se sono possibili eccezioni, come James Bond (9007 James Bond), e dal 1982 limitati a una lunghezza massima di sedici caratteri, spazi e trattini compresi. Lettere con segni diacritici sono accettati, anche se essi sono solitamente omessi nell'uso corrente. 4090 Říšehvězd è un asteroide con i più segni diacritici (quattro). I leader militari e politici non sono adatti se non dopo 100 anni dalla morte. Al giorno d'oggi, nomi di animali da compagnia sono scoraggiati, ma ce ne sono alcuni del passato. I nomi di persone, società o prodotti conosciuti solo per il successo nel mondo degli affari non sono accettati, come pure citazioni che somigliano alla pubblicità.
I nomi stravaganti possono essere utilizzati per asteroidi normali (come 26858 Misterrogers), ma quelli appartenenti a determinati gruppi dinamici sono tenuti a seguire più rigorosamente specifici schemi di denominazione.
- Gli asteroidi Troiani (quelli che librano in risonanza 1:1 con Giove) portano il nome degli eroi della guerra di Troia. Gli asteroidi al punto lagrangiano L4 portano il nome di guerrieri greci (come 588 Achille) e gli asteroidi a L5 quelli di Troiani (come 884 Priamo).
- Gli asteroidi trans-Gioviani, che attraversano o si avvicinano all'orbita di un pianeta gigante ma non in risonanza stabile, portano il nome dei centauri (ad esempio 2060 Chirone).
- Agli oggetti in risonanza di moto medio 3:2 con Nettuno sono dati nomi mitologici associati con gli inferi (come 90482 Orcus).
- Agli oggetti della Cintura di Kuiper Classica vengono dati nomi mitologici associati con la creazione (come 50000 Quaoar).
- Anche agli oggetti che si avvicinano o attraversano l'orbita terrestre sono dati nomi mitologici (ad esempio 1862 Apollo), preferibilmente di genere maschile.

## Comete
I nomi dati alle comete hanno seguito parecchie convenzioni nel corso degli ultimi due secoli. Prima che fossero adottate delle convenzioni, le comete venivano denominate in vari modi. La prima ad essere denominata fu la "Cometa di Halley" (ora ufficialmente nota come la cometa di Halley), dal nome di Edmond Halley, che aveva calcolato la sua orbita. Allo stesso modo, la seconda cometa periodica conosciuta, la cometa Encke (formalmente designata 2P/Encke), è stato così chiamata in onore dell'astronomo Johann Franz Encke, che ne aveva calcolato l'orbita, piuttosto che del suo scopritore, Pierre Méchain. Altre comete che portano il possessivo sono "Biela Comet" (3D/Biela) e "Miss Herschel Comet" (35P/Herschel-Rigollet, o cometa Herschel-Rigollet). Alle comete più brillanti (non periodiche), ci si riferisce con “la grande cometa del ..”' con l'anno in cui sono apparse.
All'inizio del XX secolo, la convenzione di denominare le comete in onore dei loro scopritori divenne comune, e lo è ancora oggi. Una cometa prende il nome dagli scopritori indipendenti (fino ai primi tre). Negli ultimi anni, molte comete sono state scoperte dagli strumenti gestiti da grandi gruppi di astronomi e, in questo caso, esse possono essere denominate dallo strumento (per esempio, la cometa IRAS-Araki-Alcock (C/1983 H1) è stata scoperta separatamente dal satellite IRAS e dagli astronomi amatoriali Genichi Araki e George Alcock). La cometa 105P/Singer Brewster, scoperta da Stephen Singer-Brewster, per regola dovrebbe essere stata denominata "105P/Singer-Brewster", ma ciò avrebbe portato molti a credere che era stata una scoperta congiunta di due astronomi di nome Singer e Brewster rispettivamente, per cui il trattino è stato sostituito da uno spazio. Altre comete con spazi nei loro nomi, tuttavia, riflettono l'ortografia del nome dei loro scopritori (ad esempio 32P/Comas Solá).
Fino al 1994, la denominazione sistematica delle comete (la "Old Style") comportava per prima cosa di dar loro una designazione provvisoria dell'anno della loro scoperta seguito da una lettera minuscola che indica il suo ordine di scoperta in quell'anno (per esempio la prima cometa Bennett è 1969i, la nona cometa scoperta nel 1969). Nel 1987, più di 26 comete sono state scoperte, per cui l'alfabeto era usato di nuovo con un "1" pedice, molto simile a ciò che viene ancora fatto con gli asteroidi (un esempio è la cometa Skorichenko-George, 1989e1). L'anno record è stato il 1989, che è arrivato fino a 1989h1. Una volta che l'orbita era stata determinata, alla cometa è stata data una designazione definitiva in ordine di tempo del passaggio al perielio, composto dall'anno seguito da un numero romano. Per esempio, la cometa Bennett (1969i) è diventata 1970 II.
Il sempre maggior numero di comete scoperte rese questa procedura difficile da gestire, e nel 1994 la IAU ha approvato un nuovo sistema di denominazione (il "New Style"). Le comete sono ora designate con l'anno della loro scoperta seguito da una lettera che indica la metà del mese della scoperta (A denota la prima metà di gennaio, B indica la seconda metà di gennaio, C indica la prima metà di febbraio, D indica la seconda metà di febbraio, eccetera) e un numero indicante l'ordine di scoperta. Per esemplificare, la quarta cometa scoperta nella seconda metà di febbraio 2006 sarebbe designata 2006 D4. "I" e "Z" non sono usate per descrivere la metà del mese in cui la cometa è stata scoperta. Prefissi vengono anche aggiunti per indicare la natura della cometa, con P/ si indica una cometa periodica, C/ indica una cometa non periodica, X/ indica una cometa per la quale non è possibile calcolare un'orbita affidabile (in genere le comete descritte nelle cronache storiche), D/ indica una cometa che è stata distrutta o è stata persa, e A/ indica un oggetto in un primo momento creduto una cometa, ma in seguito riclassificato come un asteroide. Le comete periodiche hanno anche un numero che indica l'ordine della loro scoperta. Così la cometa Bennett ha la denominazione sistematica C/1969 Y1. La cometa di Halley, la prima ad essere identificata come periodica, ha il nome sistematico 1P/1682 Q1. Il nome sistematico della cometa Hale-Bopp è C/1995 O1. La famosa cometa Shoemaker-Levy 9 è stata la nona cometa periodica congiuntamente scoperta da Carolyn Shoemaker, Eugene Shoemaker e David Levy (il Shoemaker-Levy team ha anche scoperto quattro comete non periodiche intervallate da quelle periodiche), ma il suo nome sistematico è D/1993 F2 (è stata scoperta nel 1993 e il prefisso "D /" le è stato applicato quando è stata osservata schiantarsi su Giove).
Alcune comete sono state in un primo tempo individuate come asteroidi, e hanno ricevuto di conseguenza una designazione temporanea prima che venne scoperta la loro vera natura. Questa è la ragione per comete come P/1999 XN120 (Catalina 2) o P/2004 DO29 (Spacewatch-LINEAR). MPEC e la versione html di IAUC, a causa del loro stile telegrafico, eliminano i pedici, ma la versione PDF di IAUC e qualche altra fonte, come le circolari Yamamoto e il Kometnyj Tsirkular li utilizzano.